# Nemeza
Nemeza ali Nemesis (starogrško starogrško Νέμεσις: Némesis, imenovana tudi Rhamnousia ali Rhamnusia), je v grški mitologiji boginja maščevanja, poosebljenje pravice, ki poskrbi, da vsakdo dobi, kar si je zaslužil, ko je podlegel hubrisu (aroganci pred bogovom).
Rimska mitologija jo je prevzela tudi za svojo boginjo (poimenovana tudi Pax-Nemesis), ki so jo častili zmagoviti generali, gladiatorji, ...
Po njej se imenuje asteroid 128 Nemeza in domnevna zvezda Nemeza, manjša spremljevalka Sonca.

## Značilnost
Nemezis je boginja, ki se pojavlja na mestih, kjer so prekršena pravila Temide, pravice. Rada menja usodo in se vpleta v delo Mojr. Vendar je lahko tudi dobra, ker daruje srečo, za razliko od nje, boginje maščevanja Erinije svoje žrtve, ki so storili zlo, mučijo. Nemezis je tako personifikacija pravičnega besa, ki gori proti tistim, ki povzročajo kaos redu.
Po Pindarju in tragedih Nemezis kaznuje tiste, ki se preveč prevzamejo in skrbi za ravnotežje moralnega reda. Je ena od boginj usode.

## Mitologija
Po Heziodu naj bi bila Nemezis hči Noči (Niks) in Ereba (Tema) ali Okeana, ali celo Zevsa. 
Zevs se je vanjo zaljubil in jo preganjal zaradi njene lepote, a mu je pobegnila. Spreminjala se je v oblike raznih živali medtem ko je bežala, tako se je spremenila tudi v gos, medtem ko se je Zevs spremenil v laboda. Zevs jo je posilil v liku ptice in ona je znesla čarobno jajce, iz katerega se izlegla lepa Helena Trojanska, ki jo je vzgojila Leda. 
Nekateri viri pravijo, da je Nemezis bežala pred Zevsovo ljubeznijo prav zato, ker ji je bil oče, drugi viri pa smatrajo da je bila hči drugega božanstva, a je vseeno bežala pred Zevsom. 